# Rakhee Thakrar
Rakhee Thakrar es una actriz británica conocida por haber interpretado a Simran en la serie Cloud 9 y a Shabnam Masood en la serie EastEnders.

## Carrera
En 2007 apareció por primera vez en la serie Doctors donde interpretó a Safeena Abbasi en el episodio "Losing It All", más tarde apareció de nuevo en la serie ahora en 2010 interpretando a Jasmin Sharma durante el episodio "Pound of Flesh".
En 2010 apareció como invitada en tres episodios de la serie médica Holby City donde dio vida a la psiquiatra Sarita Dubashi.
En 2013 se unió al elenco principal de la serie Cloud 9 donde interpretó a Simran.
El 13 de enero de 2014 se unió al elenco principal de la serie británica EastEnders donde interpretó a Shabnam Masood, la hija de Masood Ahmed, hasta el 5 de febrero de 2016 después de que su personaje decidiera irse de Walford y mudarse a Barnet con su hija Jade, al hacerle difícil ver a su esposo Kush Kazemi ayudar a Martin Fowler con el bebé ArthuFowler G, luego de que ellos perdieran a su hijo, Zaair Kazemi. Anteriormente Shabman fue interpretada por la actriz Zahra Ahmadi del 17 de julio de 2007 hasta el 24 de octubre de 2008.

## Filmografía
| Año       | Título                      | Papel           | Notas                                                                   |
| --------- | --------------------------- | --------------- | ----------------------------------------------------------------------- |
| 2006      | Banglatown Banquet          | Rozena          | Película de televisión                                                  |
| 2006      | Tourettes Haiku             | Sunny           | Corto                                                                   |
| 2007      | Doctors                     | Safeena Abbasi  | 1 episodio - Temporada 9, episodio 37 - Losing It All                   |
| 2009      | No Signal!                  | Various         | Episodio 7                                                              |
| 2010      | Doctors                     | Jasmin Sharma   | 1 episodio - Temporada 12, episodio 30 - Pound of Flesh                 |
| 2010-2011 | Holby City                  | Sarita Dubashi  | 3 episodios - Temporada 13, episodios 3-4 y 17                          |
| 2011      | Page Eight                  | Muna Hammami    | Película de televisión                                                  |
| 2011      | DCI Banks                   | Lab Assistant   | 1 episodio - Temporada 2, episodio 1 - Playing with Fire: Part 1        |
| 2011      | The Jury                    | Rashid's Sister | 1 episodio - Temporada 2, episodio 1                                    |
| 2012      | TYU's Company               | GGS Voice       | Corto                                                                   |
| 2012      | Peep Show                   | Waitress        | 1 episodio - Temporada 8, episodio 2 - Business Secrets of the Pharaohs |
| 2013      | Bollywood Carmen            | Tannishta       | Película de televisión                                                  |
| 2013      | Cloud 9                     | Simran          | Serie de televisión                                                     |
| 2014–16   | EastEnders                  | Shabnam Masood  | Telenovela                                                              |
| 2019      | Running Naked               | Jade            | Película                                                                |
| 2019      | Those Four Walls            | Neha            | Película                                                                |
| 2019–21   | Sex Education               | Miss Sands      | 17 episodios                                                            |
| 2019      | Four Weddings and a Funeral | Fatima          | 6 episodios                                                             |
| 2023      | Wonka                       | Lottie Bell     | Película                                                                |

## Premios y nominaciones
| Año  | Categoría               | Premio                    | Serie      | Resultado |
| ---- | ----------------------- | ------------------------- | ---------- | --------- |
| 2016 | Best Actress            | British Soap Award        | EastEnders | Nominada  |
| 2016 | Best Serial Performance | National Television Award | EastEnders | Nominada  |